# Santa Cruz do Douro e São Tomé de Covelas
Santa Cruz do Douro e São Tomé de Covelas (llamada oficialmente União das Freguesias de Santa Cruz do Douro e São Tomé de Covelas) es una freguesia portuguesa del municipio de Baião, distrito de Oporto.

## Historia
Fue creada el 28 de enero de 2013 en aplicación de una resolución de la Asamblea de la República de Portugal promulgada el 16 de enero de 2013 con la unión de las freguesias de Santa Cruz do Douro y São Tomé de Covelas, pasando su sede a estar situada en la antigua freguesia de Santa Cruz do Douro.

## Demografía
| Gráfica de evolución demográfica de Santa Cruz do Douro e São Tomé de Covelas entre 2011 y 2021 |
|                                                                                                 |
| Datos según el nomenclátor publicado por el INE portugués.                                      |